# Balti jaam

Balti jaam (deutsch Baltischer Bahnhof) ist der Hauptbahnhof der estnischen Hauptstadt Tallinn. Er ist vornehmlich ein Personenbahnhof mit inländischem Verkehr.

## Geschichte
Am 24. Oktober 1870 begann der Zugverkehr vom Baltischen Bahnhof in Tallinn, als die Bahnstrecke von Paldiski über Tallinn, Tapa und Narva nach Gattschina eingeweiht wurde. Das erste Bahnhofsgebäude in Tallinn, nahe der Systernpforte, stammte von dem deutschbaltischen Architekten Rudolf Otto von Knüpffer (1831–1900), wurde aber erst nach Eröffnung der Bahnstrecke fertiggestellt. Es befand sich an der Stelle des heutigen Bahnhofsgebäudes im Stadtteil Põhja-Tallinn, am Fuße des Tallinner Dombergs und am Rande der Altstadt gelegen.
1872 wurde die Eisenbahnverbindung vom Baltischen Bahnhof in Tallinn bis nach Sankt Petersburg verlängert. Seit 1876 bestand eine Eisenbahnverbindung zwischen Tallinn und Tartu. 1887 wurde die Strecke bis nach Valga erweitert und mit Riga und Pskow verbunden.
Nach dem Zusammenbruch der Sowjetunion verlor in Estland, wie im gesamten Baltikum, die Eisenbahn im Personenverkehr an Bedeutung. Die zuvor zahlreichen Verbindungen in die GUS-Staaten wurden bis auf die Züge nach Moskau und Sankt Petersburg eingestellt, ebenso wie die Direktverbindungen zwischen den baltischen Staaten. Entsprechend verlor auch der Baltische Bahnhof im Leben der estnischen Hauptstadt stark an Bedeutung.
Von 2005 bis 2012 wurde der Bahnhof komplett saniert und als Einkaufszentrum ausgebaut; inzwischen befindet sich hier auch die Zentrale der Eesti Raudtee (EVR), der staatlichen estnischen Eisenbahninfrastrukturgesellschaft.
2021 wurde der Auftrag für eine Erweiterung des Bahnhofs vergeben: in den kommenden Jahren soll ein neuer Personenbahnsteig mit zwei Gleisen entstehen und damit eine höhere Abfertigungskapazität ermöglichen. Allerdings wird der Baltische Bahnhof nicht als Systemhalt an das internationale Bahnprojekt Rail Baltica angeschlossen. Zu diesem Zweck wird stattdessen der Bahnhof Ülemiste in unmittelbarer Nachbarschaft zum Flughafen Tallinn ausgebaut.

## Bahnhofsgebäude
Das Tallinner Bahnhofsgebäude wurde 1941 von den sich zurückziehenden sowjetischen Truppen in Brand gesetzt und fast vollständig zerstört. Nach dem Zweiten Weltkrieg wurde das Gebäude teilweise wiederaufgebaut.
Der heutige, funktionalistische Bahnhofsbau in sowjetischem Stil wurde zwischen 1960 und 1966 errichtet. Er ist inzwischen weitgehend saniert. Auf zwei Etagen finden sich neben Bahnschaltern zahlreiche Geschäfte und Serviceeinrichtungen sowie ein Restaurant. Direkt an den Bahnhof wurden ein Spa-Hotel und ein Kasino angebaut.
Der Bahnhof hat sieben Bahnsteige.
Auf dem Bahnhofsareal ist die L-2317, eine sowjetische Dampflokomotive, als Denkmal aufgestellt.

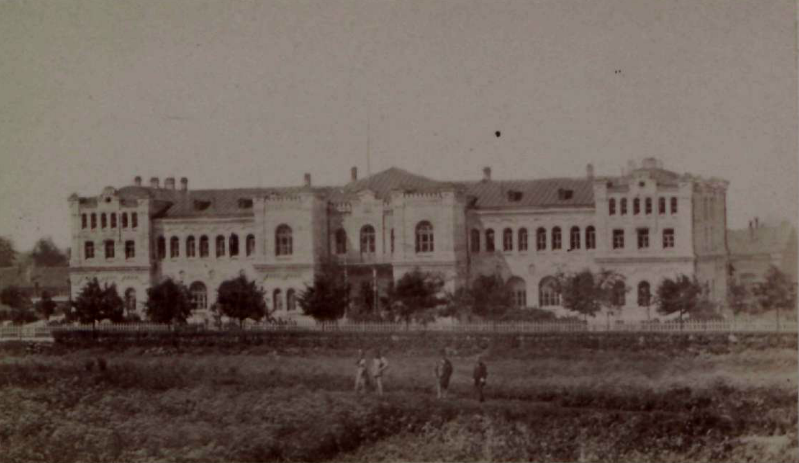
Bahnhofsgebäude um 1880
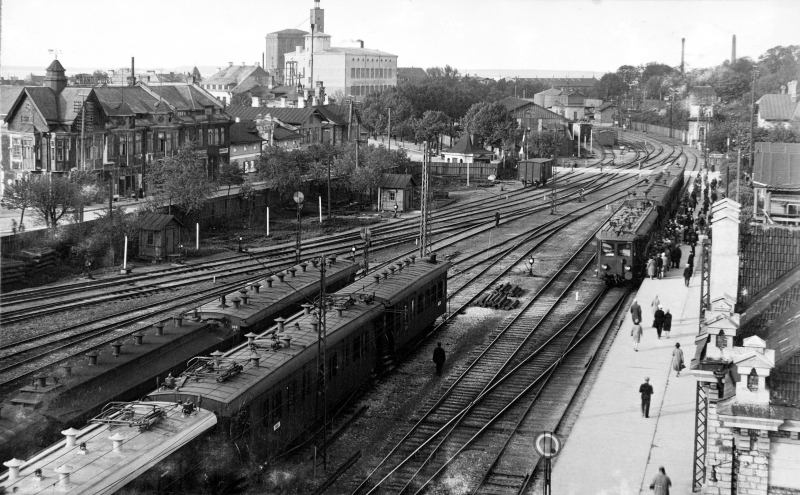
Gleisanlagen um 1924–30
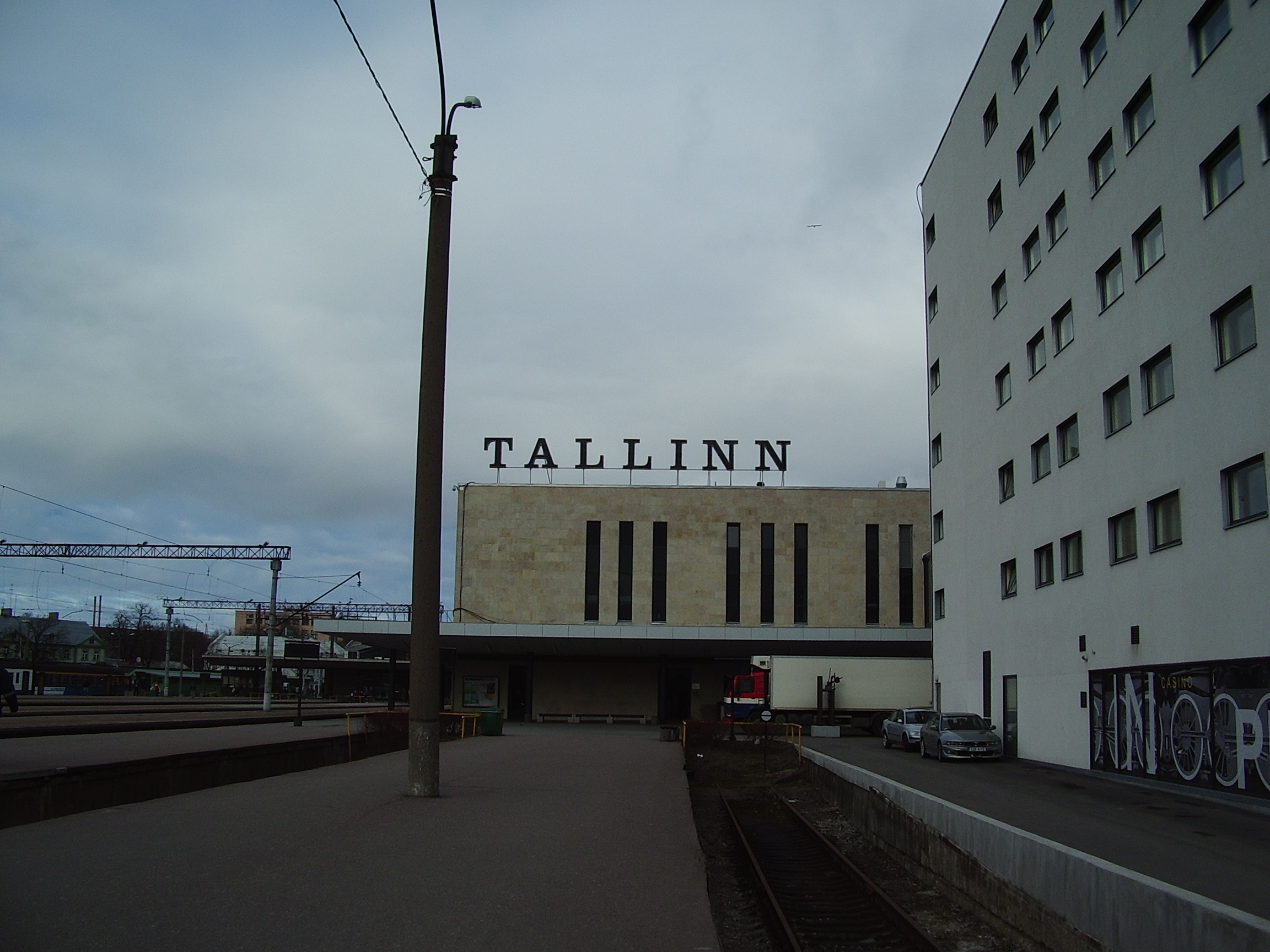
Bahnhofsgebäude 2007
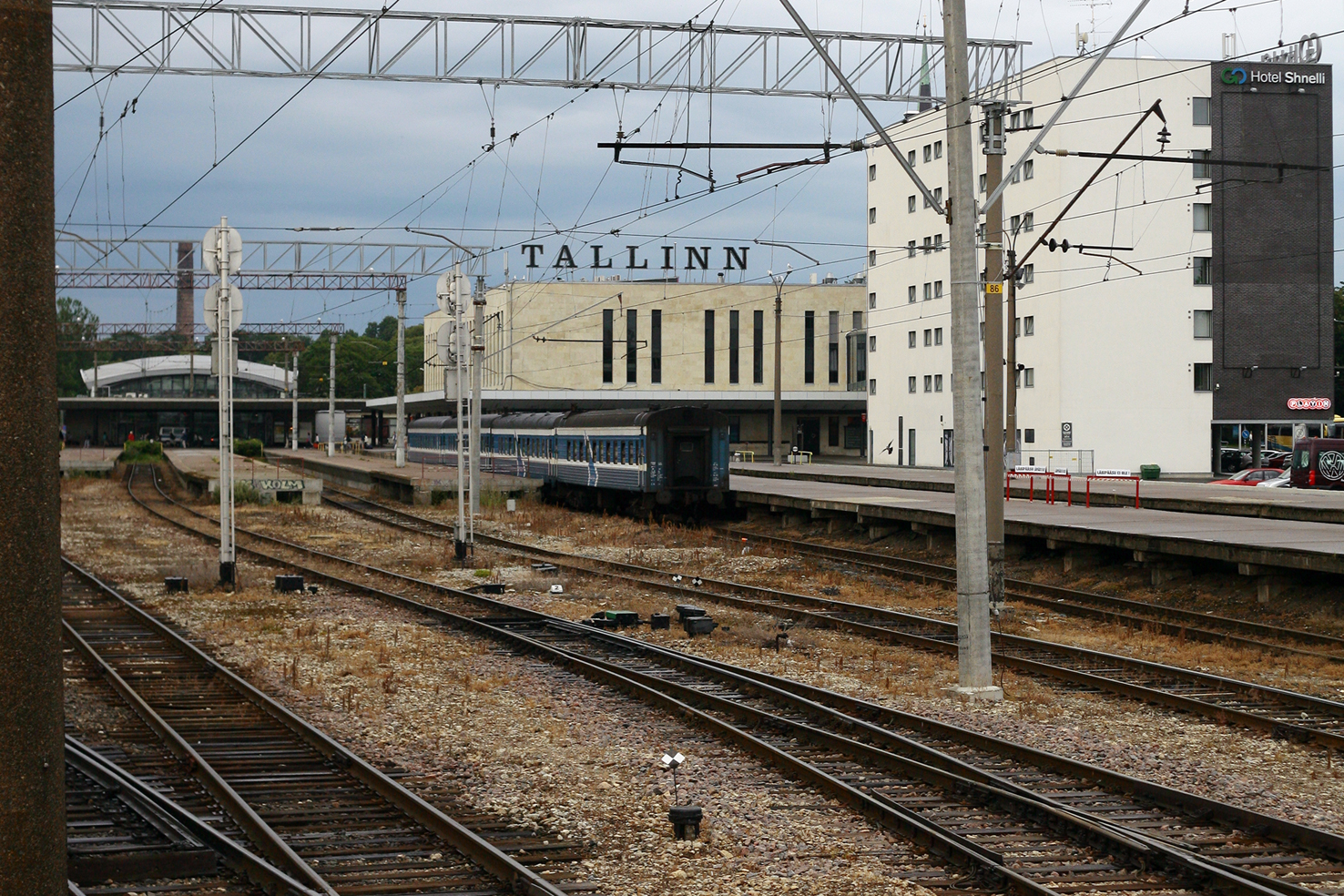
Gleisanlagen 2008
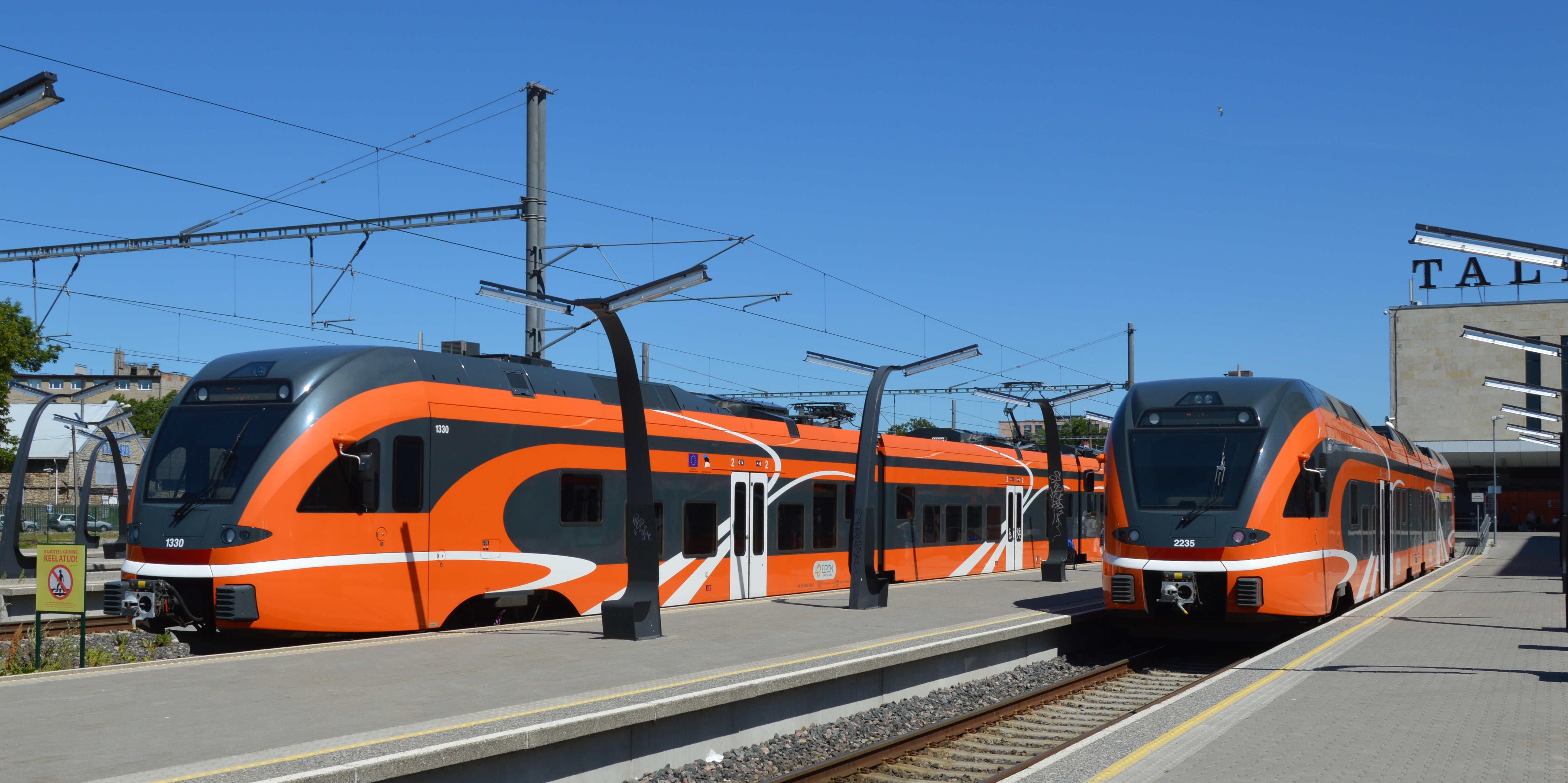
Stadler FLIRT der Elron 2015

## Bedienung
Der Baltische Bahnhof von Tallinn wird der Eisenbahngesellschaft Elron bedient.
Ins lettische Eisenbahnnetz Richtung Riga muss im Bahnhof Valga umgestiegen werden. Die Fahrzeit ist auf der Umsteigeverbindung mit etwa sechs Stunden länger als die direkten Busverbindungen zwischen beiden Hauptstädten.
| Verlauf                                                                        | Betreiber | Takt               |
| ------------------------------------------------------------------------------ | --------- | ------------------ |
| westliche Richtung                                                             |           |                    |
| Tallinn – Järve – Pääsküla – Keila                                             | Elron     | mehrfach stündlich |
| Tallinn – Järve – Pääsküla – Keila – Klooga – Kloogarnna                       | Elron     | 5 × täglich        |
| Tallinn – Järve – Pääsküla – Keila – Klooga – Paldiski                         | Elron     | stündlich          |
| Tallinn – Järve – Pääsküla – Keila – Vasalemma – Riisipere – Turba             | Elron     | stündlich          |
| südwestliche Richtung                                                          |           |                    |
| Tallinn – Tallinn-Väike – Liiva – Saku – Kohila – Rapla                        | Elron     | mind. 10 × täglich |
| Tallinn – Rapla – Türi – Võhma – Viljandi                                      | Elron     | 5 × täglich        |
| südöstliche und östliche Richtung                                              |           |                    |
| Tallinn – Ülemiste – Aegviidu                                                  | Elron     | stündlich          |
| Tallinn – Ülemiste – Aegviidu – Tapa – Rakvere – Kiviõli – Jõhvi – Narva       | Elron     | 5 × täglich        |
| Tallinn – Ülemiste – Aegviidu – Tapa – Tamsalu – Jõgeva – Tartu – Elva – Valga | Elron     | mind. 5 × täglich  |

Internationale Verbindungen nach Russland wurden von Go Rail betrieben und 2020 wegen der COVID-19-Pandemie eingestellt und seitdem nicht wieder aufgenommen. Es bestanden eine tägliche Nachtzugverbindung nach Moskau und ein bis zwei Verbindungen pro Tag nach St. Petersburg.